# Loučka (okres Vsetín)
Obec Loučka (valašsky Lúčky) se nachází v okrese Vsetín ve Zlínském kraji. Žije zde 782 obyvatel.
Obec leží 10 km jihozápadně od Valašského Meziříčí a prochází jí silnice z Valašského Meziříčí do Bystřice pod Hostýnem. Nadmořská výška obce je 410 metrů.

## Názvy

### Název obce
Název se objevuje ve starších latinských pramenech ve tvaru Luczka, později Lauczka, německy Lautschka, Lauczka. Nyní Loučka. Název je odvozen od staročeského lúka, louka, znamená „travnaté místo v lese“,„ves ležící v lese, u lesa“.

### Názvy místních částí
Názvy části obce a tratí: Pivovárka, Nad ulicí, Zámek; Vlčí jáma, Na vale, Dobroníž, Na střílně, ve starší literatuře uváděné: Chudačka, U Luhu, U Šraňku, U Štoků, Myšlenka, Volavec, Potok, Telačník, Sítí, Nivy, Žlaby, Porubiska, U Bílé vody aj.

## Historie
Loučka se poprvé výslovně připomíná v predikátu mana olomouckého biskupství Jana z Loučky v roce 1307. Tvořila samostatné panství v kelečském lenním obvodu olomouckého biskupství až do zániku patrimoniální správy v polovině 19. století. Loučka byla, podobně jako i jiné lenní statky, patrně rozdělena na dvě části.
Loučka byla převážně zemědělskou obcí. V září 1884 část obce zničena rozsáhlým požárem. V roce 1900 hospodářská půda činila 511 ha, z toho pole 332, lesy 108, louky 32, pastviny 19, zahrady 20 ha. Stav dobytka v témže roce: koně 48, skot 184, brav 88 ks. V Loučce sídlila správa statku, byl zde dvůr a lesní revír, mlýn a lesní školka. Dříve k velkostatku náležel také pivovar (zrušen roku 1900) a lom (1852). V roce 1924 se v Loučce uvádějí hostinec, mlýn, košíkář, 2 kováři, a podkováři, krupařský obchod, obchod smíšeným zbožím a pivem a 2 porodní asistentky. Pošta od roku 1911.
Do roku 1849 tvořila Loučka samostatné panství, které náleželo k Přerovskému kraji. Od roku 1850 byla obec součástí politického okresu Valašské Meziříčí a spadala do obvodu okresního soudu ve Valašském Meziříčí. Sloučením okresu Valašské Meziříčí se stala v roce 1960 součástí nynějšího okresu Vsetín. Loučka tvoří samostatnou obec, v roce 1980 s ní byly sloučeny obce Lázy a Podolí, v roce 1985 pak Kunovice a Police. V roce 1990 se však s výjimkou Lázů staly opět samostatnými obcemi a obec Loučka tak má nyní dvě části (Loučka a Lázy).
Škola v Loučce existovala již koncem 18. století. Školu navštěvovaly také děti z přifařených obcí (Kunovice, Podolí, Lázy) a také ze Lhoty u Kelče. V roce 1872 byla založena školní knihovna, v roce 1887 byla otevřena druhá třída. Roku 1910 ji navštěvovalo 118 dětí. Nová budova obecní školy postavena v roce 1928 (dnešní mateřská škola), po roce 1945 zde vznikla měšťanská škola, nová budova základní školy dokončena v roce 1963.
Loučka původně náležela k farnosti v Podhradní Lhotě, v roce 1784 zde byla zřízena lokálie, která byla roku 1854 povýšena na faru. Přifařeny byly obce Podolí, Kunovice, Lázy a původně také Lhota u Kelče. V současnosti sídlo římskokatolického farního úřadu. Zastoupení zde měly místní organizace strany agrární, sociálně demokratické a lidová, ve volbách 1929 a 1935 získaly tyto strany většinu hlasů. Ve volbách v roce 1946 získaly většinu hlasů strany lidová a Komunistická strana Československa.

## Obyvatelstvo
Podle sčítání z roku 1991 zde žilo 666 obyvatel (včetně připojené obce 750 obyv.). Bylo zde 176 (202) domů s 196 (224) byty, 3 (18) objektů určených k individuální rekreaci. V roce 2000 zde žilo (včetně připojené obce) 724 obyvatel, v roce 2001 744 obyvatel, bylo zde 268 domů s 324 byty (z toho 62 domů trvale neobydlených). Počátkem roku 2012 počet obyvatel vzrostl na 755.

## Pamětihodnosti
- Zámek Loučka
- Farní kostel Krista Dobrého Pastýře

## Části obce
- Loučka
- Lázy

## Fotogalerie

Loučka
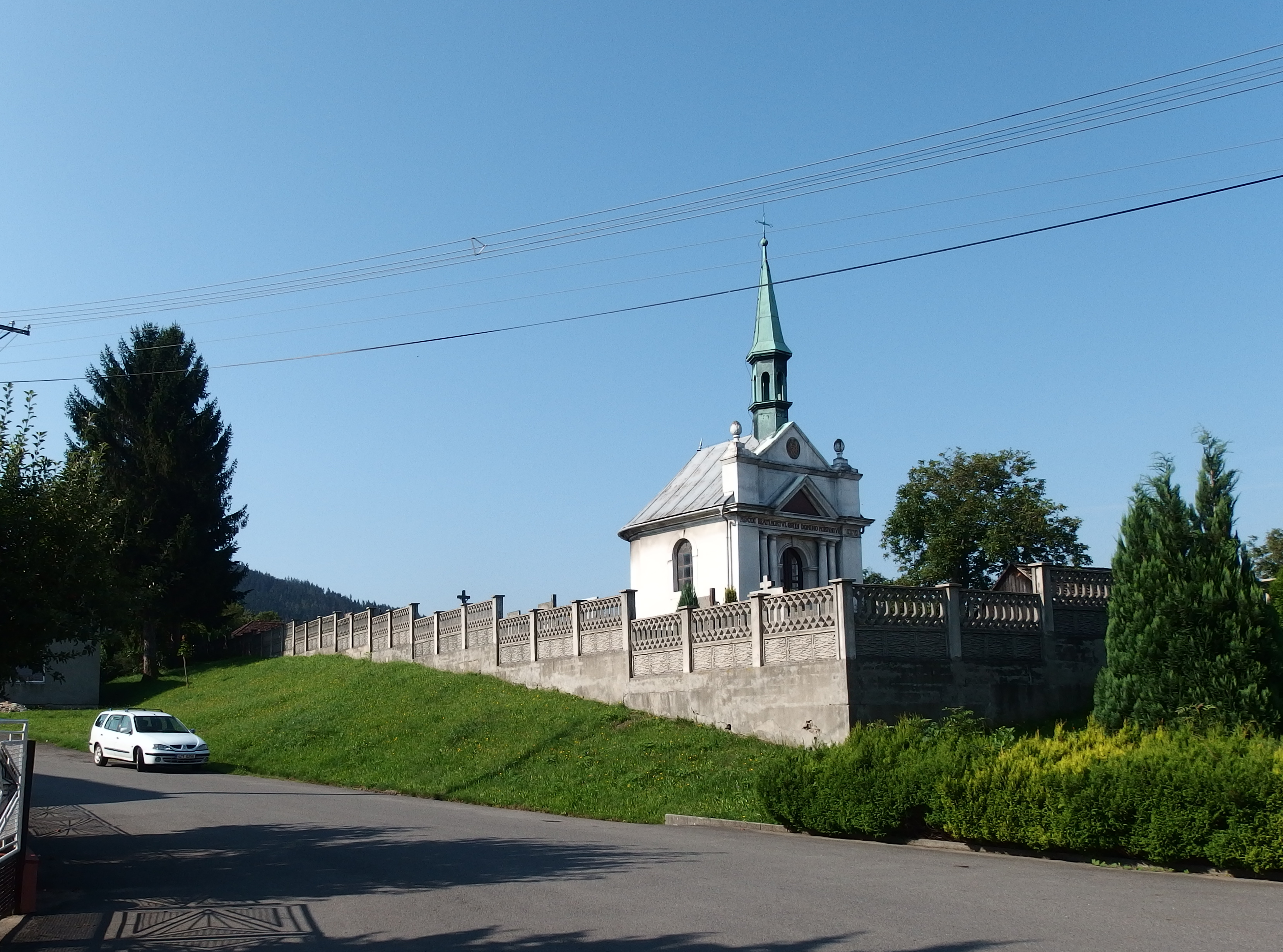
Hřbitov
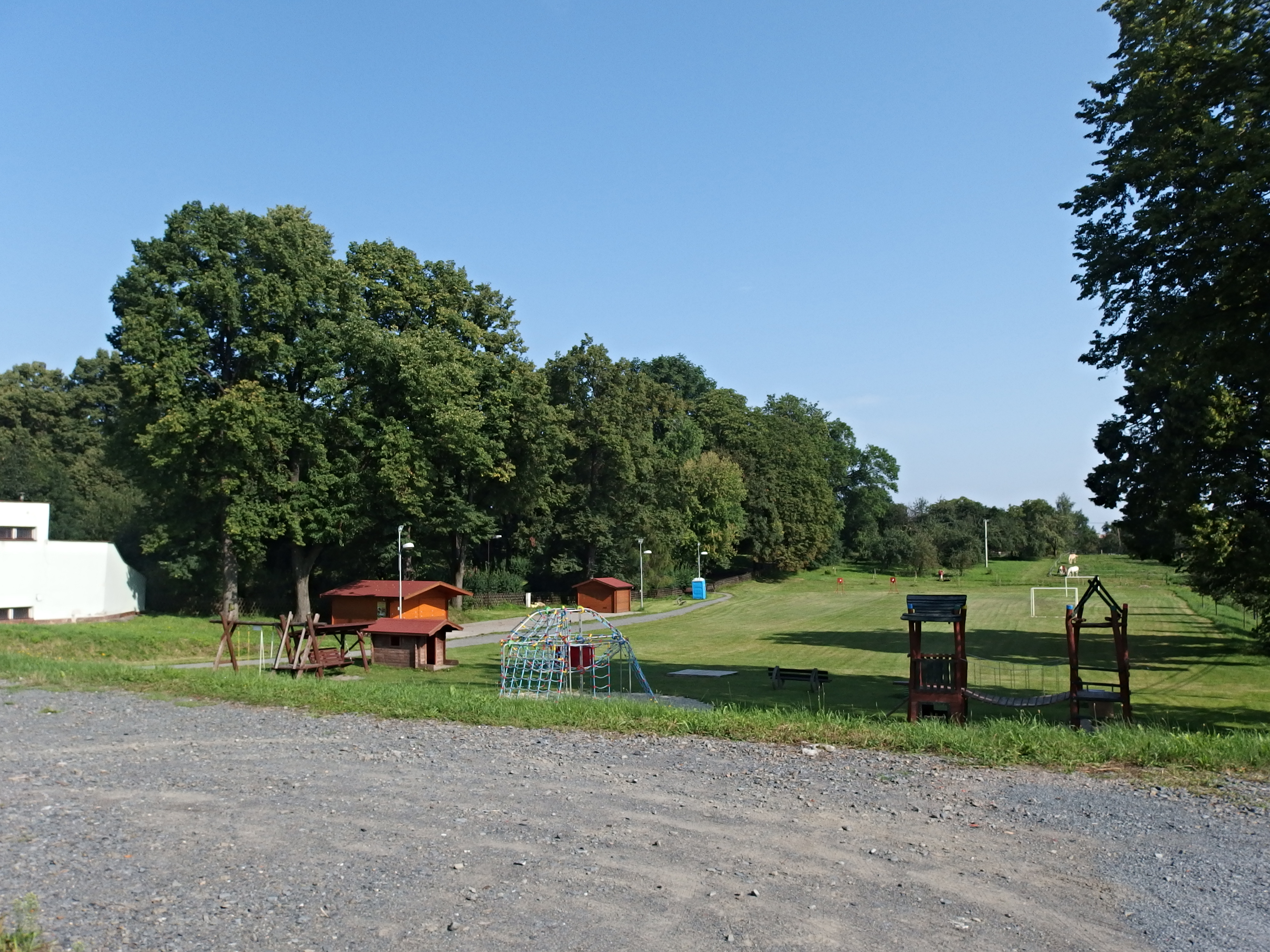
Hřiště
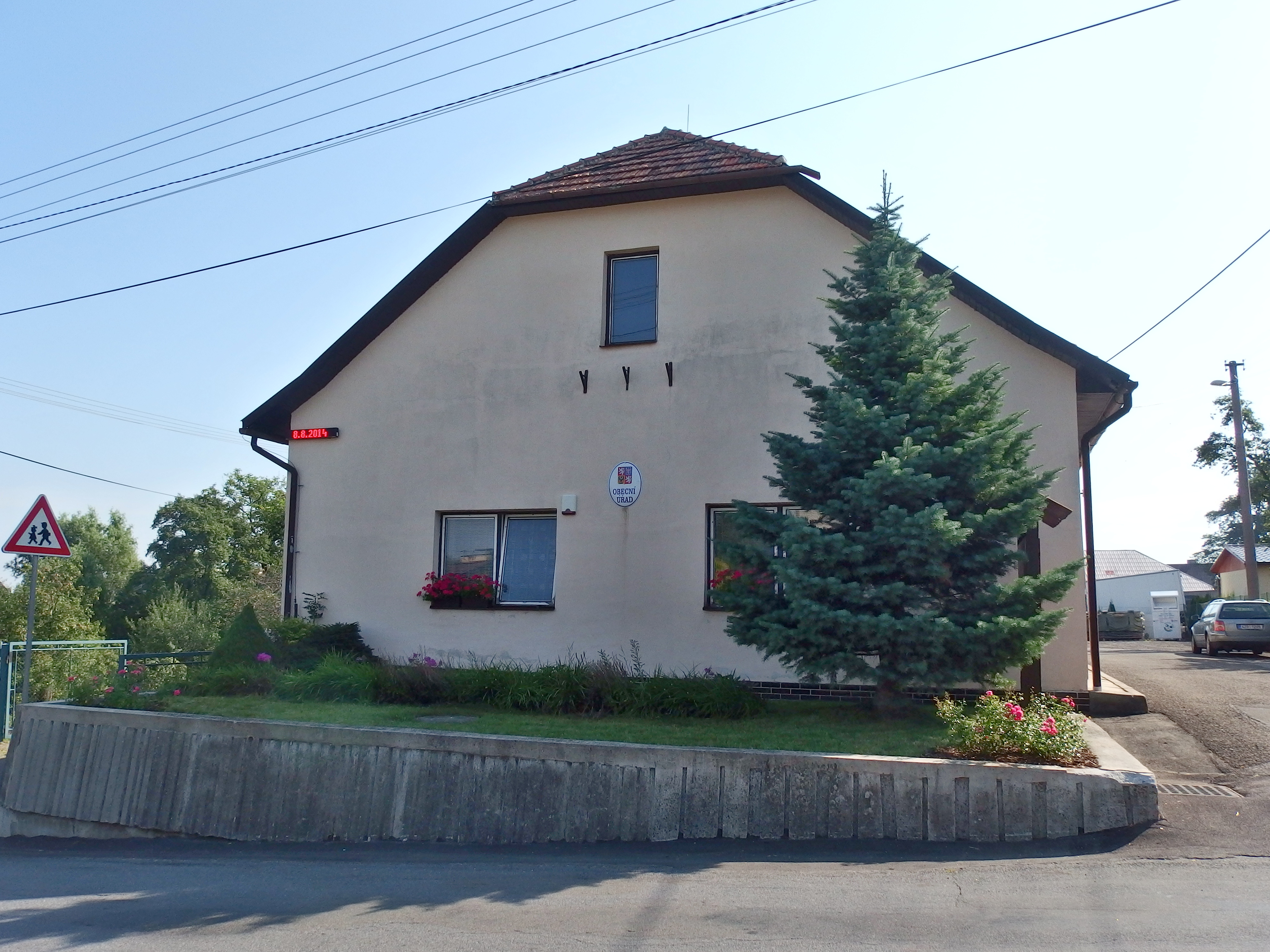
Obecní úřad
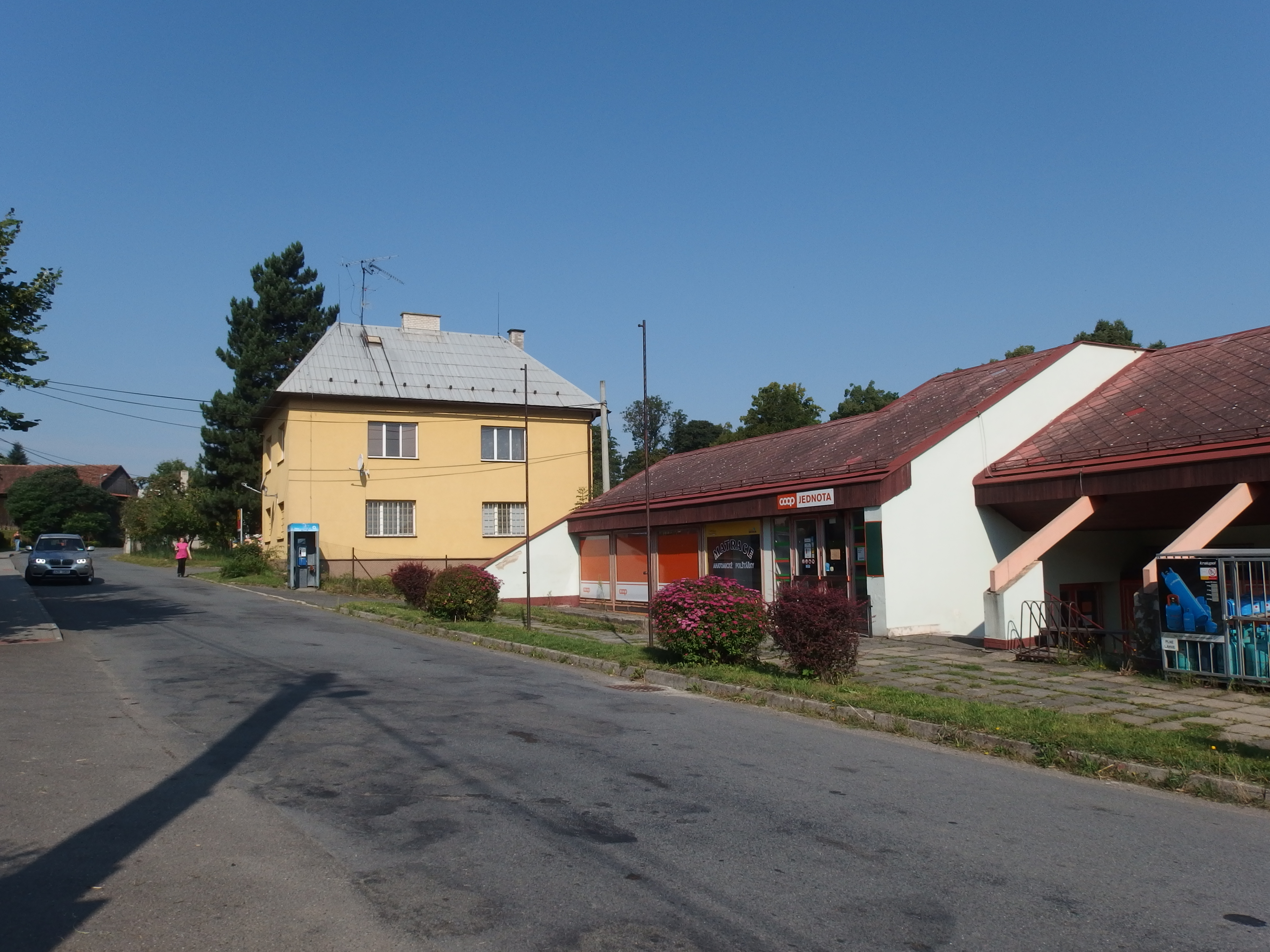
Pošta
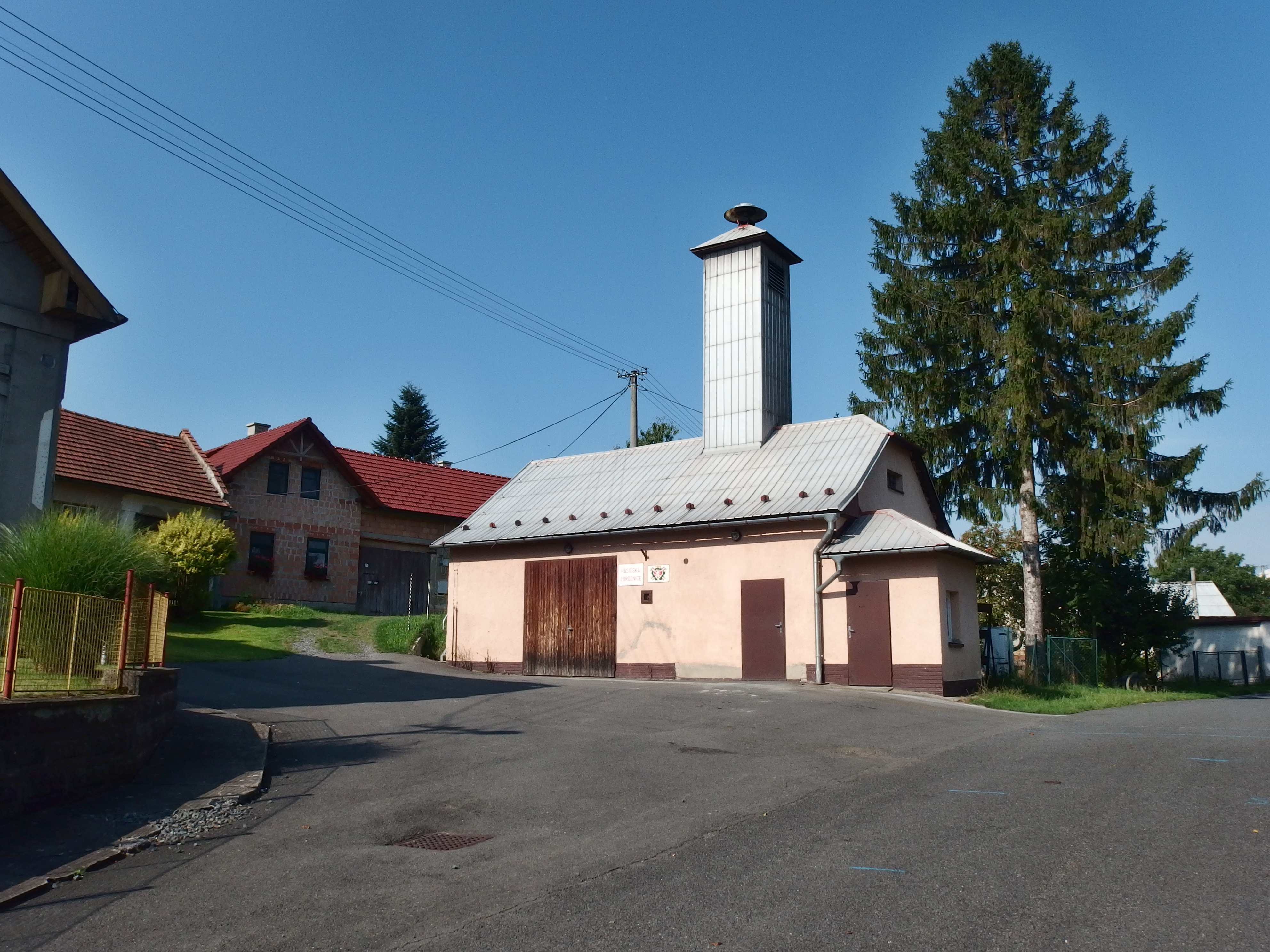
Hasičská zbrojnice
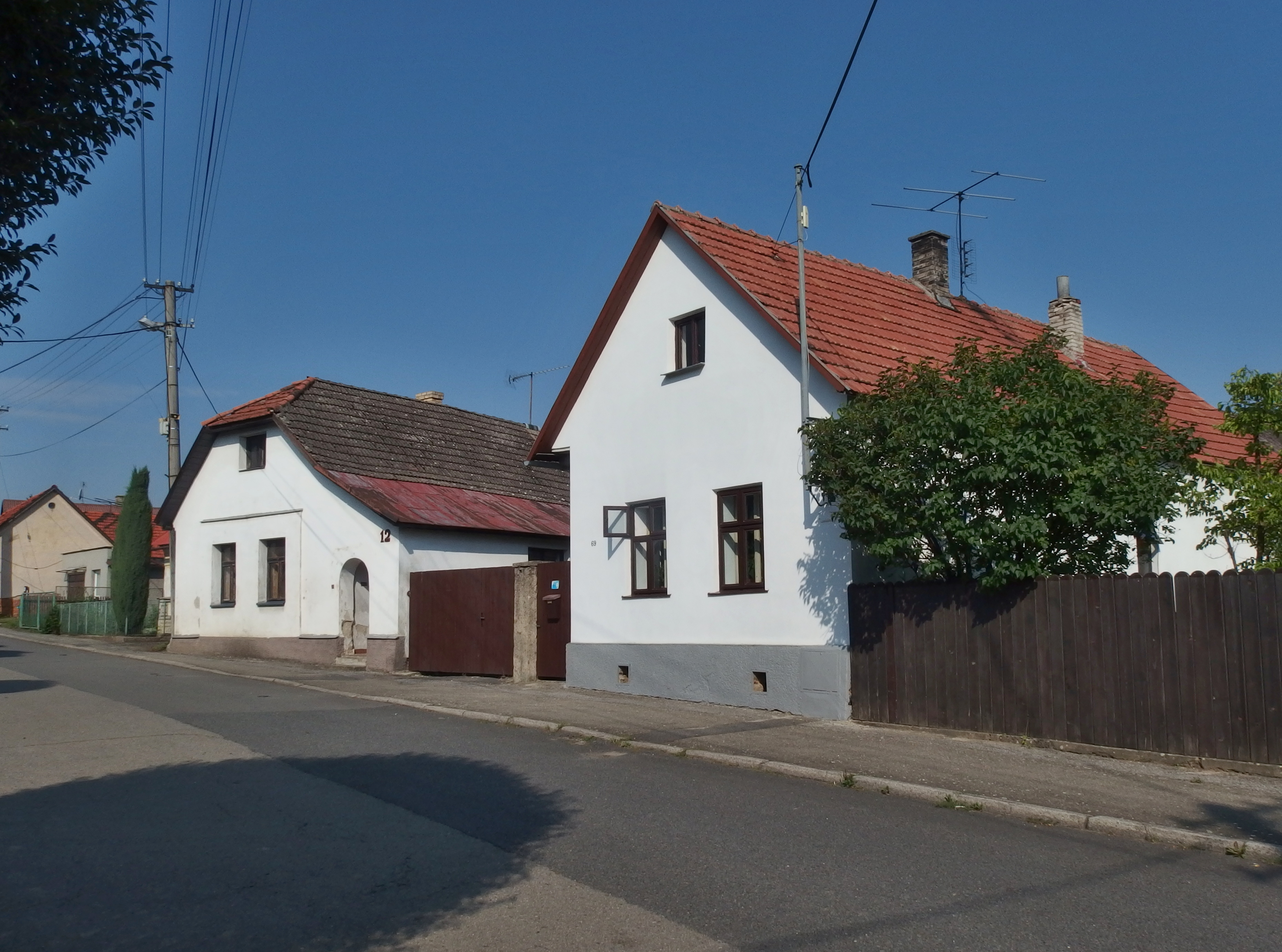
Stavení č.p. 12
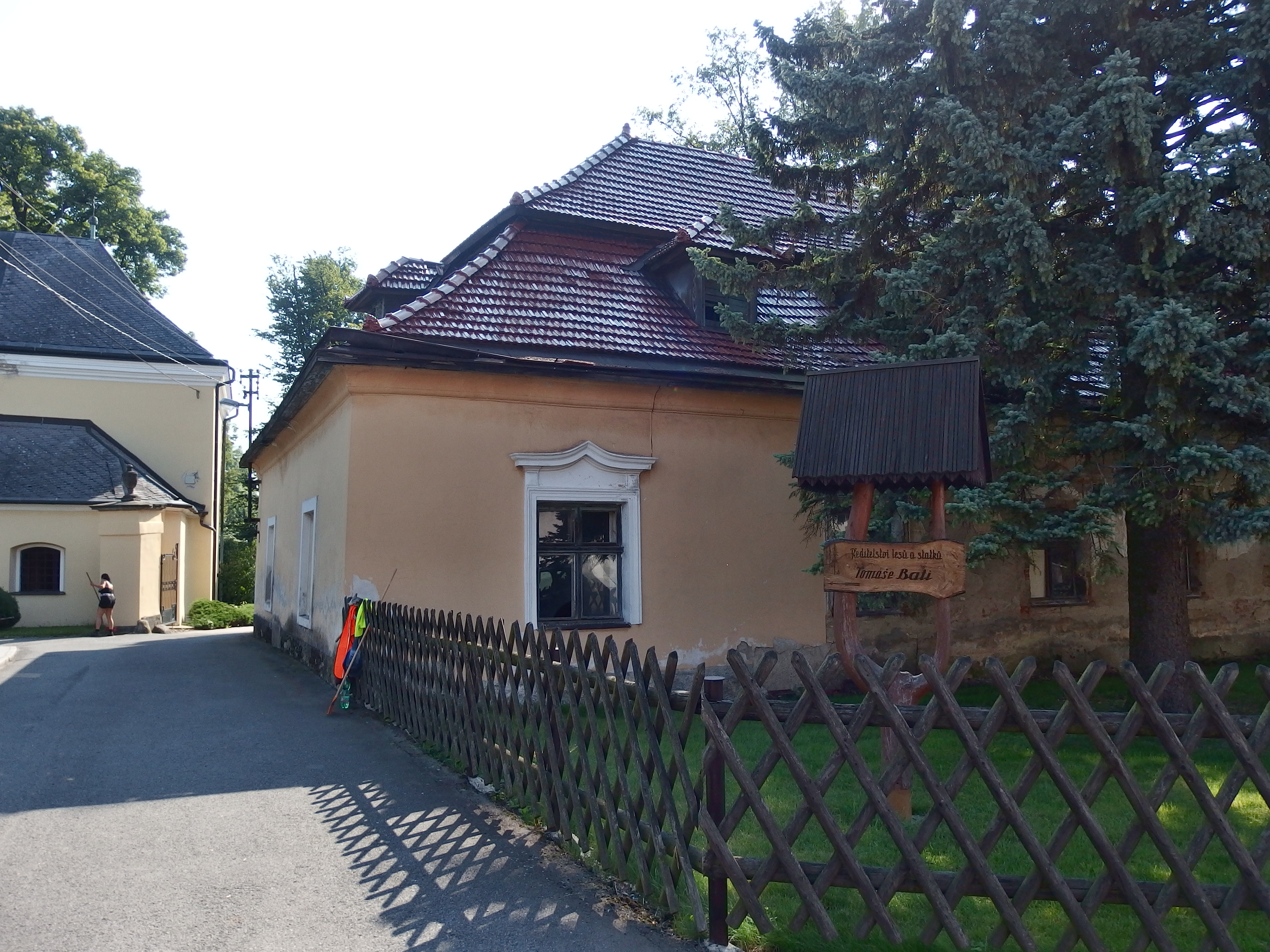
Zámek
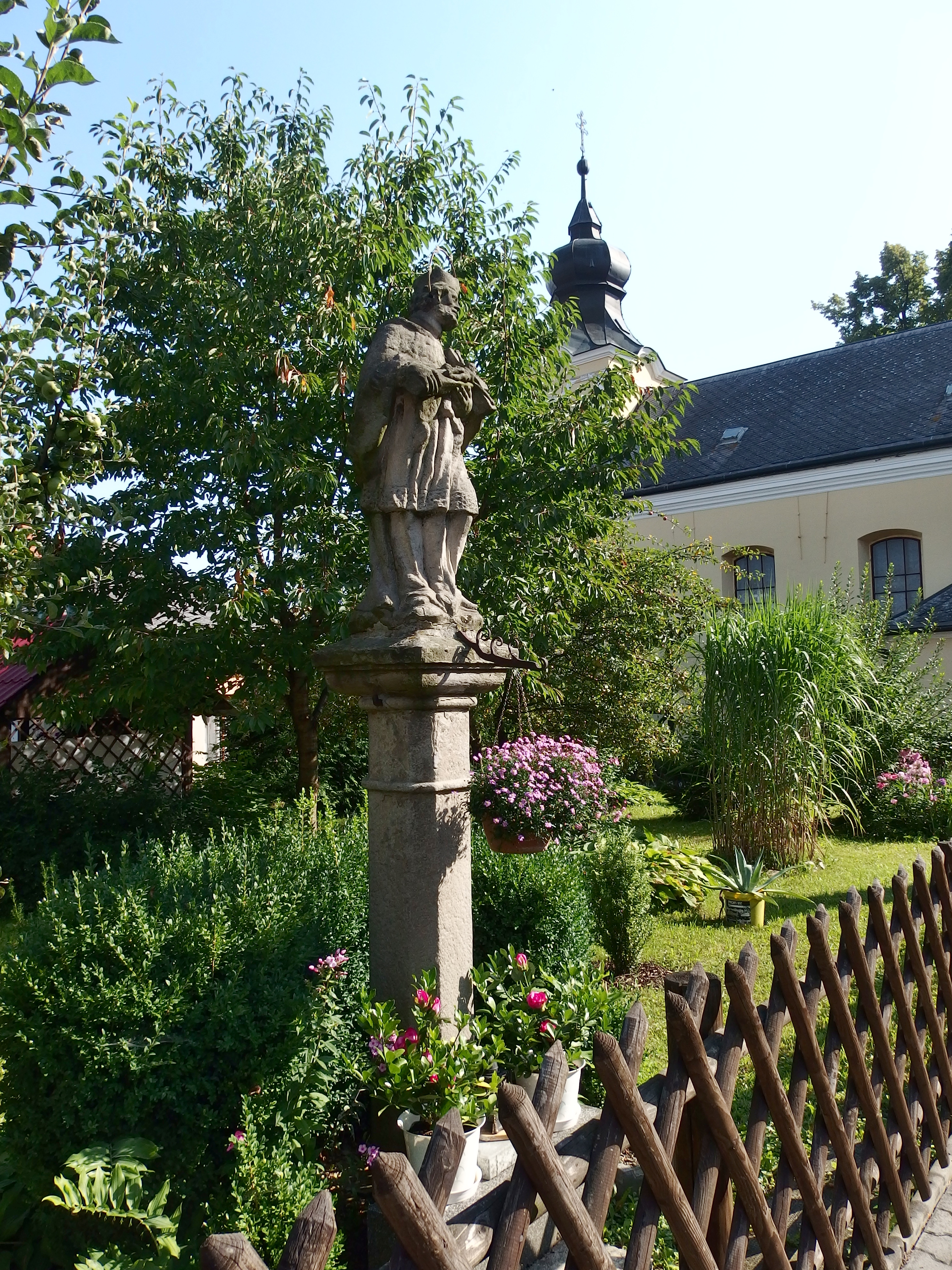
Jan Nepomucký
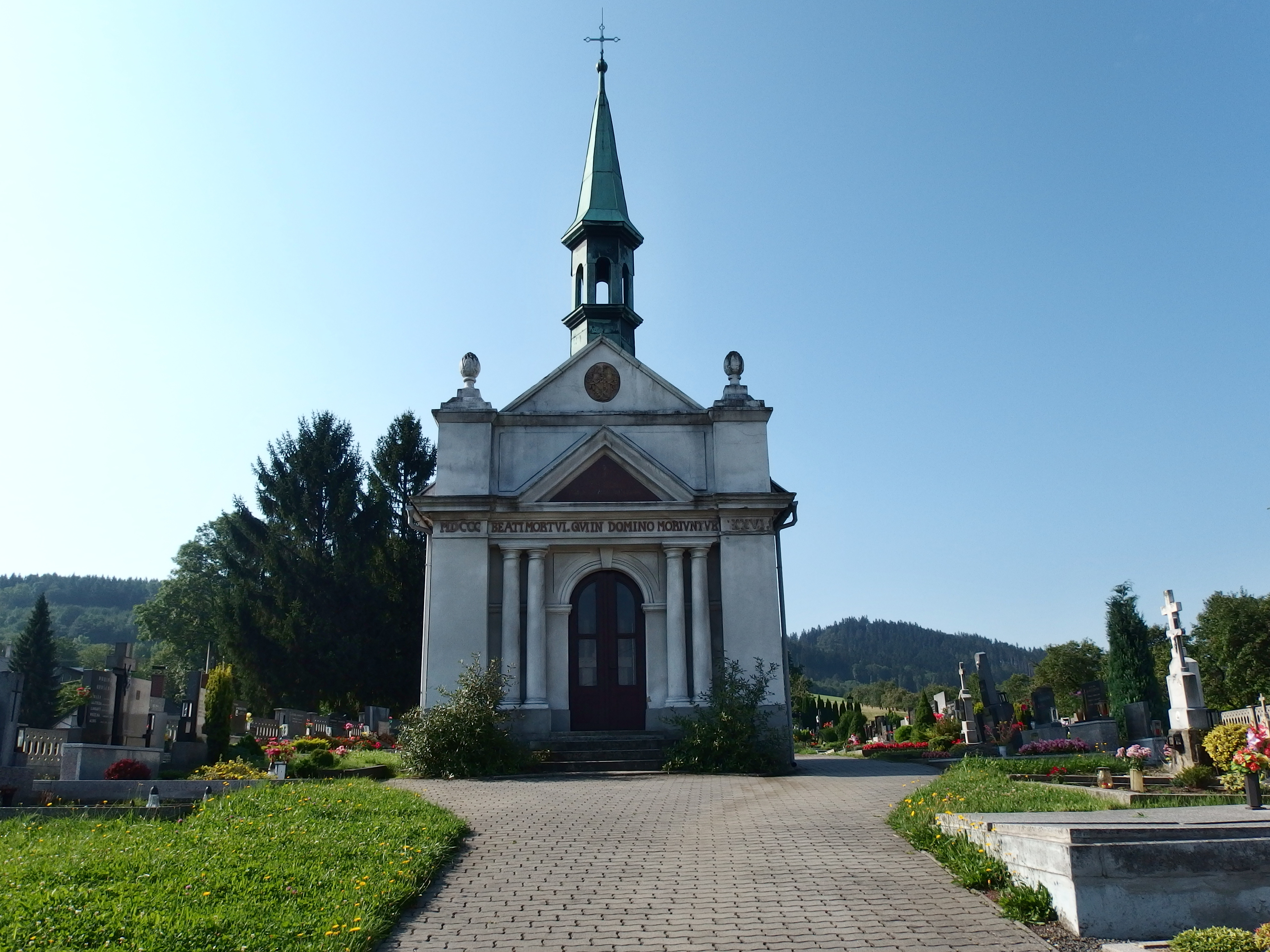
Hrobka Mohrweiserů